# George Bridgeman (4e comte de Bradford)
George Cecil Orlando Bridgeman, 4e comte de Bradford (3 février 1845-2 janvier 1915) est un militaire et pair conservateur britannique.

## Biographie
Il est le fils aîné d'Orlando Bridgeman (3e comte de Bradford) et de Selina Louisa Forester, et fait ses études à la Harrow School. Il sert  dans les 1st Life Guards et le Shropshire Yeomanry, atteignant le rang de capitaine. Il succède à son père comme comte le 9 mars 1898.
Il est député de North Shropshire de 1867 à 1885. Il est sous-lieutenant du Warwickshire et du Shropshire, ainsi que juge de paix du Staffordshire, du Warwickshire et du Shropshire.
Il meurt à Londres et est enterré à Weston Park, Staffordshire, le 6 janvier 1915.

## Famille
Le 7 septembre 1869, il épouse Lady Ida Frances Annabella Lumley (28 novembre 1848 - 22 août 1936), fille de Richard Lumley (9e comte de Scarbrough) (7 mai 1813 - 5 décembre 1884), et de Frederica Mary Adeliza Drummond (16 décembre 1826-2 avril 1907) à Maltby, Yorkshire. Ils ont sept enfants: 
- Beatrice Adine Bridgeman (2 décembre 1870 - 27 juin 1952), mariée le 28 juin 1894 au colonel Rt. Hon. Ernest George Pretyman (en) (13 novembre 1859-26 novembre 1931)
- Margaret Alice Bridgeman (20 janvier 1872 - 7 août 1954), épouse John Montagu-Douglas-Scott, 7e duc de Buccleuch, le 30 janvier 1893 et est la mère de la princesse Alice, duchesse de Gloucester.
- Orlando Bridgeman (5e comte de Bradford) (6 octobre 1873 - 21 mars 1957).
- Helena Mary Bridgeman (16 juillet 1875-27 août 1947), épouse Osbert Molyneux (6e comte de Sefton), le 8 janvier 1898.
- Florence Sibell Bridgeman (24 mars 1877 - 16 juin 1936), épouse Ronald Collet Norman, fils de Frederick Henry Norman, le 10 février 1904.
- Richard Orlando Beaconsfield Bridgeman (28 février 1879 - 9 janvier 1917), qui reçoit l'Ordre du Service distingué et meurt en Afrique de l'Est après l'avion dans lequel il volait en tant qu'observateur, avec Edwin Rowland Moon comme pilote, ait été contraint d'atterrir avec un problème moteur. Il est enterré au cimetière CWGC de Dar Es Salaam[1].
- Henry George Orlando Bridgeman (15 août 1882 - 19 mai 1972), marié le 30 décembre 1930 à Joan Constable-Maxwell (22 mars 1901 - 1991).

La comtesse de Bradford est une dame de la chambre à coucher de la princesse de Galles (plus tard la reine Mary) à partir de 1901.